# Universidad Rusa de la Amistad de los Pueblos Patrice Lumumba
La Universidad Rusa de la Amistad de los Pueblos Patrice Lumumba (en ruso: Российский университет дружбы народов имени Патриса Лумумбы) (РУДН) (transliterado: Rossiski universitet druzhby narodov imeni Patrisa Lumumby), conocida por sus siglas RUDN, es una de las principales universidades de Rusia y tiene el estatus de universidad federal. La Universidad Rusa de la Amistad de los Pueblos (URAP) fue fundada el 5 de febrero de 1960 por decreto del Gobierno de la Unión Soviética y el 5 de febrero de 1992 por decisión del Gobierno de la Federación Rusa, pasó a llamarse la Universidad de Rusia de la Amistad de los Pueblos. Entre 1961 y 1992 la URAP llevó el nombre de Universidad Patrice Lumumba.
La URAP es un complejo científico y educativo que cuenta con diez facultades principales (agricultura, humanidades, ciencias sociales, ingeniería, medicina, idioma ruso y asignaturas de formación fundamental, ciencia, física, matemáticas, ciencias naturales, literatura rusa, ecología, economía, derecho), tres facultades de perfil de educación continua, tres cátedras universitarias generales, siete institutos, treinta y tres centros científicos y educativos, más de ciento cincuenta laboratorios y centros de investigación académica.
El rasgo particular de la URAP es su carácter multinacional: entre los estudiantes de grado y posgrado hay representantes y grupos étnicos de más de 158 países de todo el mundo. En los grupos de estudio y habitaciones residenciales se respeta este principio internacional, los representantes de diferentes países y pueblos viven y estudian juntos. En total, la Universidad cuenta con alrededor de 25 000 estudiantes de grado y posgrado.

## Sobre la URAP

### Historia de la URAP
La Universidad de la Amistad de los Pueblos (UAP) fue fundada el 5 de febrero de 1960 por decisión del Gobierno de la Unión Soviética. El 22 de febrero de 1961 la Universidad recibió el nombre de Patricio Lumumba, uno de los símbolos de la lucha de los pueblos africanos por la libertad.
Serguéi Rumiántsev, hombre emérito de Ciencia y Técnica de la RSFS de Rusia, doctor en ciencias técnicas y catedrático fue el primer rector de la Universidad a partir de 1960 y hasta 1970. Fue en 1960 cuando empezaron las clases de ruso para estudiantes extranjeros en la facultad preparatoria y el 1 de septiembre de 1961 se inauguraron las seis facultades principales de la Universidad: ingeniería, historia, filosofía, medicina, agricultura, física, matemáticas, ciencias naturales, economía y derecho. En 1964 la Universidad llegó a ser miembro de la Asociación Internacional de Universidades.

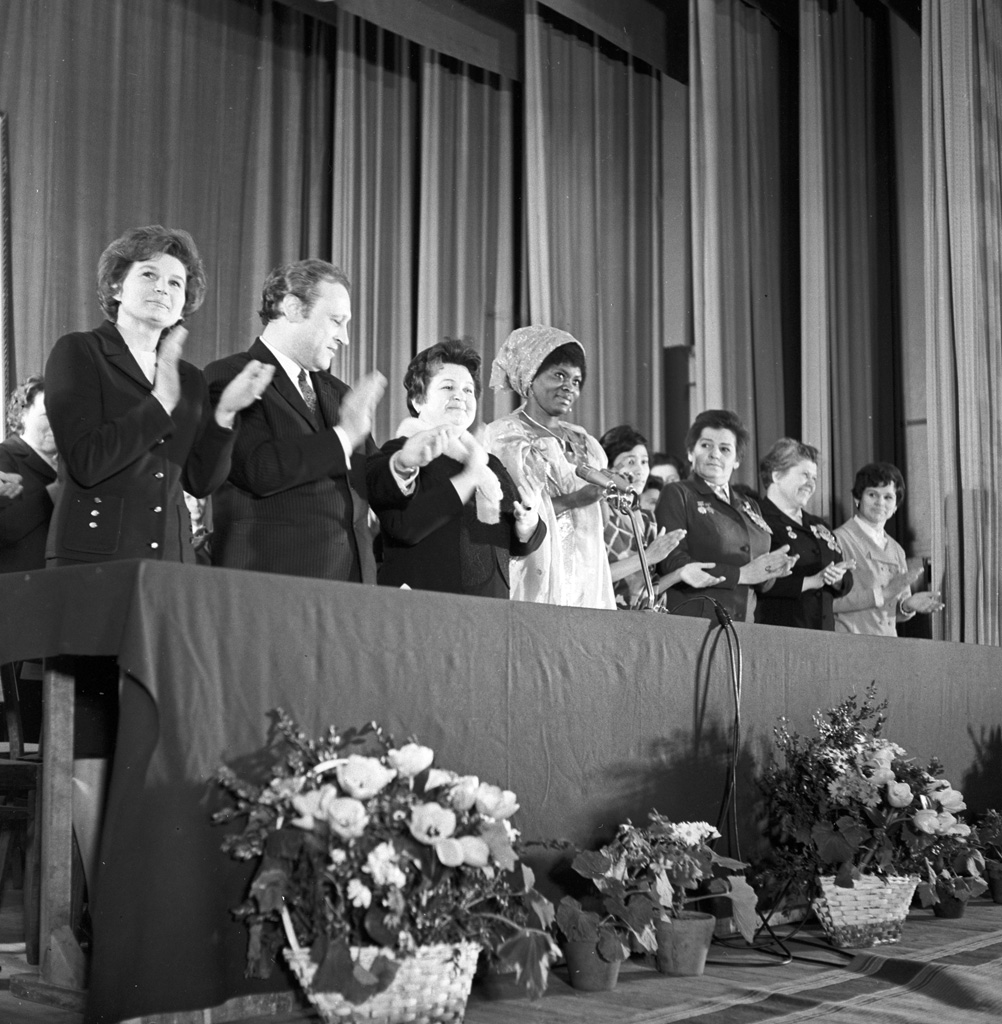
Celebración del 8 de marzo, Día internacional de la mujer, en la Universidad. V. Tereshkova en el extremo izquierdo. 1972.

En 1965 los primeros 288 especialistas, jóvenes de 47 países, recibieron sus títulos profesionales. Por aquel entonces también empezó la historia de las brigadas de construcción internacionales, primeros equipos del KVN («el club de la diversión y los ingeniosos», es decir concursos estudiantiles de humor) que sentaron las bases del equipo KVN de la Universidad, conocido en todo el país.
Vladímir Stanis, científico emérito de la Federación de Rusia, doctor en ciencias económicas, catedrático que proclamó en la Universidad el «culto a los conocimientos» encabezó la institución como el segundo rector entre los años 1970 y 1993. Con el transcurso de los años la UAP se convierte en un centro científico y educativo grande y conocido mundialmente. Ya para 1975 alrededor de 5600 especialistas, entre ellos 4250 estudiantes de 89 países extranjeros terminaron la carrera en la Universidad. En el mismo año la Universidad fue galardonada con la orden de la Amistad de los Pueblos por sus méritos en la tarea de formación de especialistas para los países de Asia, África y América Latina.
Vladímir Filíppov, graduado de la UAP Patricio Lumumba en 1973, fue rector de la Universidad a partir 1993 y hasta 1998. De 1998 a 2004 ocupó el cargo de Ministro de Educación de la Federación de Rusia formando parte de cuatro gabinetes gubernamentales de Rusia, después, en 2004-2005 desempeñó las funciones de Asesor del Presidente del Gobierno de la Federación de Rusia para la educación y cultura. En aquel entonces Dmitri Bilibin, egresado de la UAP Patricio Lumumba en 1966, científico emérito de Rusia, doctor en ciencias médicas y catedrático, ocupó el puesto de rector en funciones en el período de 1998-2004 y de rector de la Universidad entre 2004 y 2005. El 4 de marzo de 2005, Vladímir Filíppov, doctor en ciencias físico-matemáticas, catedrático, académico y miembro del Presídium de la Academia de Educación de Rusia, fue reelegido como rector de la Universidad y conserva el puesto hasta ahora.
El 5 de febrero de 1992 por decisión del Gobierno de Rusia, la Universidad recibe el nombre de la Universidad de Rusia de la Amistad de los Pueblos. El fundador de la URAP, el Gobierno de la Federación de Rusia.
En los años noventa se abrieron nuevas facultades: ecología, economía, derecho, letras, ciencias humanitarias y sociales, capacitación profesional de profesores del idioma ruso como extranjero y capacitación profesional de médicos. Así mismo fueron abiertos distintos institutos: el de idiomas extranjeros, de economía mundial y negocios, de educación a distancia, turismo y hospitalidad, gravitación y cosmología. Además fueron creados sistemas de educación preuniversitaria y de posgrado.
En 2000, en la URAP se creó la Cátedra de la UNESCO de Política de Educación Comparada.
El 24 de octubre de 2003 un incendio dejó al menos treinta y dos muertos y ciento veintisiete heridos en un dormitorio lleno de estudiantes de origen extranjero. El edificio donde ocurrió el siniestro albergaba a alumnos provenientes de diversas naciones, entre ellas varias latinoamericanas. El incendio afectó la mayor parte de un dormitorio perteneciente a la Universidad Patricio Lumumba para la Amistad entre los Pueblos, dijo el portavoz del Ministerio de Situaciones de Emergencia, Víktor Beltsov. Al menos treinta y dos personas murieron, dijo Pável Klimovski, portavoz de la policía de Moscú. Indicó que veintiocho cadáveres fueron encontrados en el edificio, tres en el exterior y que una persona falleció en una ambulancia. Hubo unos cincuenta heridos graves. Según algunos testimonios, la administración de la residencia intentó apagar el fuego sin avisar a los bomberos. Como resultado, los primeros equipos llegaron al lugar con cuarenta minutos de retraso, cuando la mayor parte del edificio ya estaba en llamas.
Tras el colapso de la Unión Soviética, las instalaciones de la Universidad cayeron en el abandono por falta de mantenimiento.

### La URAP hoy

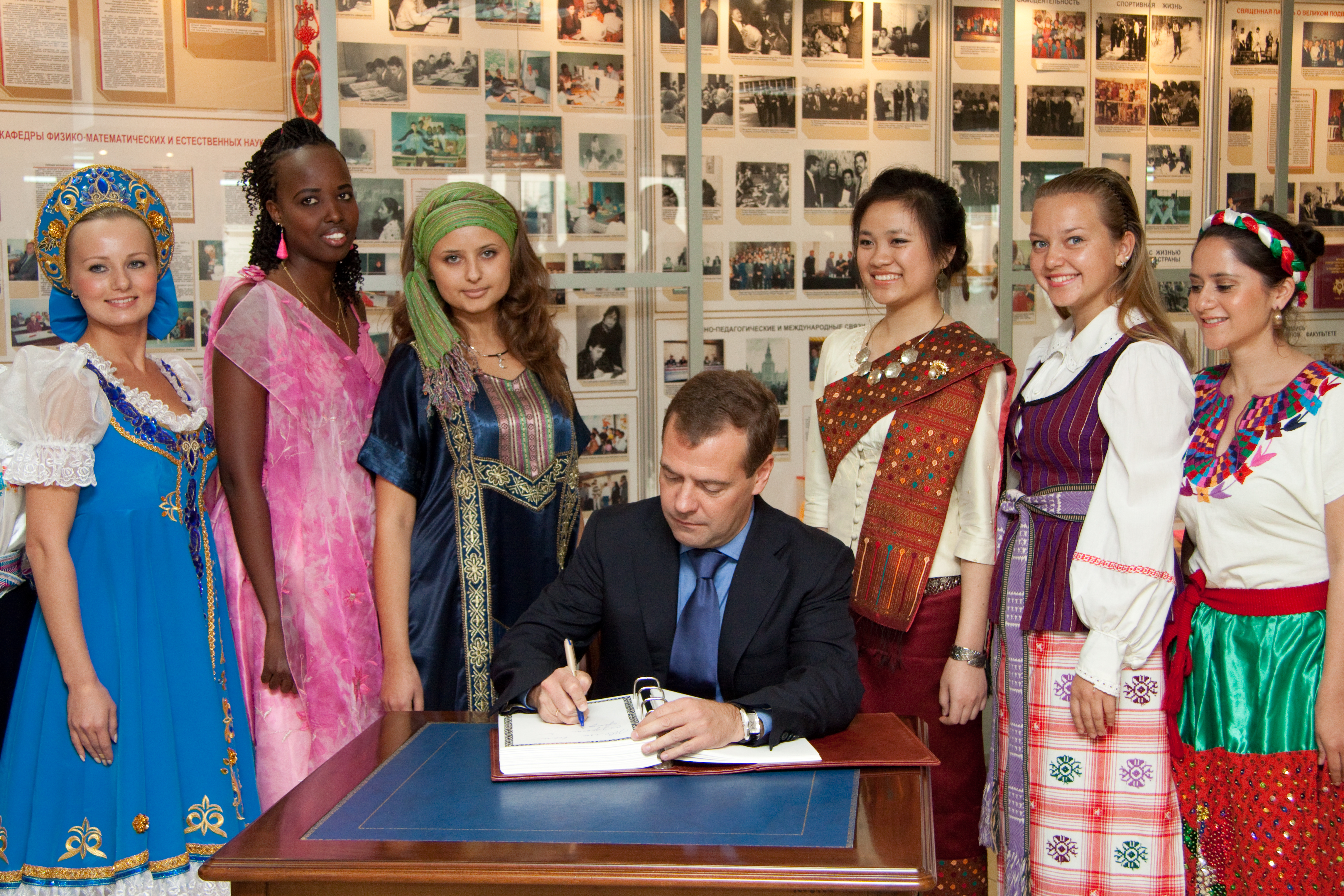
Dmitri Medvédev visita a la URAP en 2011.

La Universidad de Rusia de la Amistad de los Pueblos se considera uno de los centros de educación superior más conocidos a nivel internacional. Se trata de la única universidad en el planeta que alberga anualmente a estudiantes de 140 países.[cita requerida] Alrededor de 77 000 de sus graduados, más de 5500 Ph.D. (Doctor en filosofía) y doctores en ciencias (D.Sc.) trabajan en más de 170 países.[cita requerida] La URAP actualmente imparte enseñanza de 62 ramas y especialidades. Aquí cursan estudios alrededor de 29 000 estudiantes, posgraduados y becarios.
La plantilla de la Universidad cuenta con 4500 empleados, 2826 profesores, de ellos alrededor de 600 catedráticos y doctores en ciencias (D.Sc.), más de 1300 profesores titulares y Ph.D. (candidatos a doctor en ciencias). Entre los profesores se encuentran 16 académicos y miembros correspondientes de la Academia de Ciencias de Rusia y otras academias estatales del país, 52 miembros de academias públicas, 50 científicos eméritos de la Federación de Rusia, 116 miembros honoríficos de la Escuela Superior de Rusia. El fondo intelectual de la Universidad cuenta con descripciones para más de 870 certificados de autor y 150 patentes de la Federación de Rusia de casi todas las ramas de la actividad científica de la Universidad.[cita requerida]
Varias personalidades políticas y públicas, tanto rusas como extranjeras, y prominentes científicos llegaron a ser doctores honoríficos de la Universidad de Rusia de la Amistad de los Pueblos. Entre ellos los presidentes de Honduras, Angola, Gabón, Namibia, Nigeria, Sri Lanka, Sudáfrica; primeros ministros de Bangladés, Kazajistán; el director general de la Organización de las Naciones Unidas para la Educación, la Ciencia y la Cultura(UNESCO); el director del Centro Europeo para la Educación Superior (CEPES).

## Campus

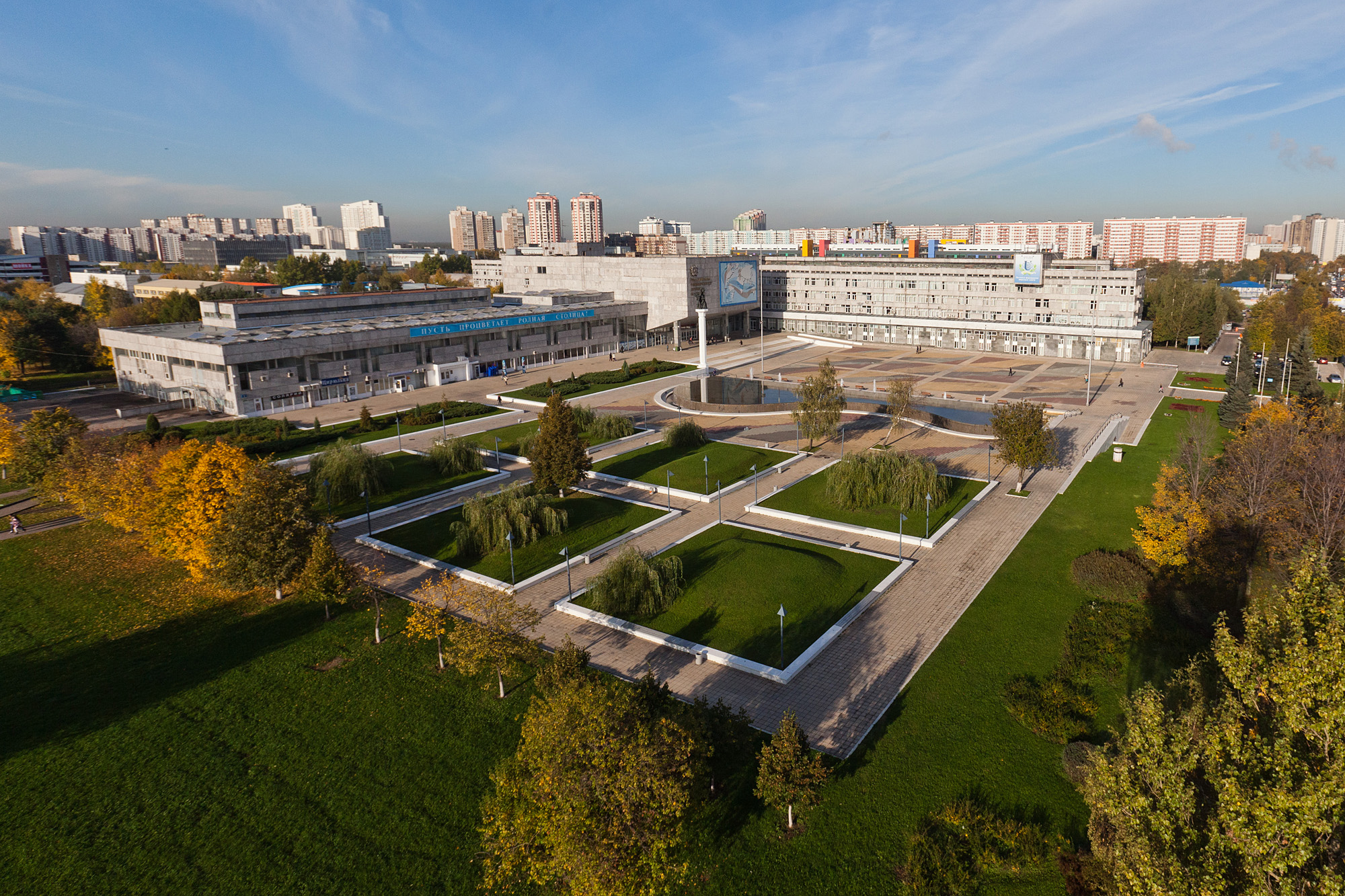
Vista del campus de la universidad

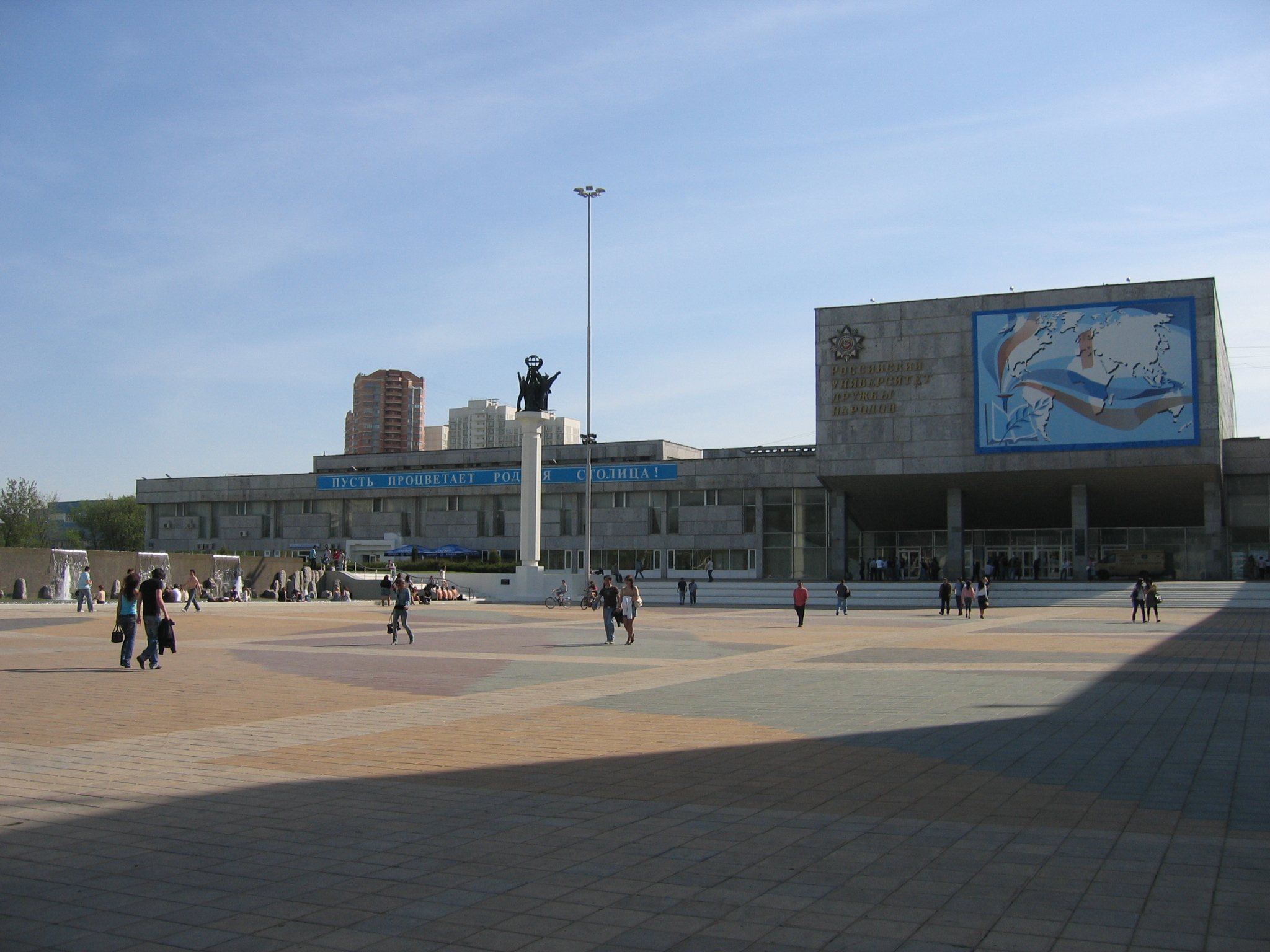
Edificio principal de la universidad

La URAP posee de un campus estudiantil en la calle Miklujo-Maklay que alberga a más de siete mil estudiantes de grado y posgrado.
En el campus de la Universidad en la calle Miklujo-Maklay también se encuentran:
- El edificio principal - Krest (la «cruz») que alberga al rectorado, oficinas administrativas, de servicios y organizaciones universitarias, las facultades de Derecho, Letras, Economía, la Escuela Internacional de Negocios.
- El edificio de la Facultad de Agricultura.
- El edificio de la Facultad de Medicina.
- El edificio de la Facultad Preparatoria.
- El edificio de la Facultad de Ciencias Humanitarias y Sociales.
- El edificio de los Archivos
- El Complejo polideportivo con cuatro campos de fútbol, 6 canchas de tenis al aire libre y 9 bajo techo.
- La Clínica número 25 y el Centro Médico de la URAP.
- El Centro Cultural Internacional «Interclub».
- Cibercafés.
- Restaurantes de cocina nacional, bares y cafés.
- Tiendas en cada una de las residencias.
- La Comisaría de policía de la URAP.

Las facultades de Ingeniería, de Ciencias Físico-Matemáticas y Naturales Exactas se encuentran en la calle Ordzhonikidze, de Ecología, en Podólskoe shossé.
Las residencias estudiantiles fueron los mejores en el concurso «Nuestra casa estudiantil» del 2011 del Departamento de la Política Familiar y Juvenil de Moscú.

### Biblioteca científica
Los fondos de la biblioteca científica cuentan con 1 800 000 ejemplares y se amplían mensualmente. La reserva es universal y corresponde a las disciplinas enseñadas en la Universidad. En 2010 fueron suscritos 280 títulos de publicaciones periódicas, 22 de ellos en lenguas extranjeras.
La historia de la biblioteca científica empezó con la creación de la Universidad Rusa de la Amistad de los Pueblos, en la actualidad la biblioteca dispone de un sistema automático de entrega de libros. Es necesario utilizar el catálogo electrónico para encontrar la literatura necesaria y ver el formulario electrónico de lector. Los archivadores de catálogos tradicionales se encuentran en los halls de la biblioteca. Se puede también acceder al catálogo a través de la página web de la biblioteca. Todas las salas de la biblioteca cuentan con el sistema Wi-Fi.
Las oficinas y salas de lectura bibliotecarias se ubican en los edificios de la Universidad. El servicio para los lectores está organizado según las facultades e institutos: ingeniería, ciencias físico-matemáticas y naturales; agricultura, ciencias humanitarias y sociales, medicina, letras, economía, derecho, instituto de hotelería y turismo, instituto de economía mundial y negocio; ecología; sala de lectura adicional en la facultad de ciencias humanitarias y sociales; biblioteca de la facultad de lengua rusa y asignaturas de formación fundamental que provee a los estudiantes extranjeros de literatura para aprender ruso y la terminología necesaria para la especialidad elegida. Los materiales generales para todas las facultades también están disponibles en la sala de acceso público del edificio principal.

## Proyectos y programas educativos
En 2007, el programa educativo de la URAP «La creación de un complejo de programas educativos innovadores y la formación de un ambiente de aprendizaje innovador para la aplicación efectiva de los intereses nacionales de la Federación de Rusia a través de la exportación de servicios educativos», recibió el apoyo del Ministerio de Educación y Ciencia en el marco del proyecto nacional «Educación».
En el transcurso de 2011 y 2012, nueve proyectos educativos de la URAP ganaron en el concurso «Mejores Programas Educativos de la Rusia Innovadora» (entre ellos Matemáticas, Matemáticas y Ciencias de Computación, Informática Fundamental y Tecnologías Informáticas, Matemáticas Aplicadas y Ciencias de Computación, Derecho, Relaciones Internacionales, Economía).
A partir del 2012, según el decreto del Presidente de la Federación Rusa n.º 293 del 12 de marzo de 2012, la Universidad junto con la Universidad Estatal de Moscú y la Universidad Estatal de San Petersburgo obtuvo la posibilidad de desarrollar sus propios proyectos educativos, así como controlar de forma autónoma su realización.

## Labor científica
Cerca de quinientos empleados de la Universidad son inventores e innovadores. La base intelectual de la URAP incluye las descripciones de unos ochocientos setenta certificados de derechos de autor y ciento cincuenta patentes de la FR en áreas de la actividad científica de la Universidad.
La URAP participa en la ejecución de proyectos de investigación en áreas prioritarias de la ciencia, inclusive por encargo de empresas rusas y extranjeras.
En 2010, tres desarrollos innovadores de la URAP recibieron medallas de oro «Innovations for investments to the future» de la Unión Ruso-Americana de Negocios.
En 2011, el trabajo de investigación científica se llevó a cabo bajo los siguientes programas federales: «Personal científico y científico-pedagógico de la Rusia innovadora», «Lengua rusa», «Investigación y desarrollo de ramas prioritarias de desarrollo del complejo científico y tecnológico de Rusia para 2007-2013», «Desarrollo del potencial científico de la educación superior», etc.
En 2011 la Universidad fue uno de los ganadores del concurso de apoyo al desarrollo estratégico de las universidades públicas para mejorar la eficacia de gestión de las instituciones de educación superior, así como la alineación del contenido y la estructura de la educación a las necesidades del mercado laboral y la estrategia de desarrollo socioeconómico del país.

## Actividad internacional
El objetivo principal de la URAP consiste en elevar la posición de la Universidad en el Sistema de Educación de la Federación de Rusia e integrarse en la Comunidad mundial de ciencia y educación con el fin de garantizar la calidad de la educación y su conformidad con las normas internacionales.
Prioridades para la actividad internacional de la URAP:
- La cooperación con universidades extranjeras y organizaciones internacionales de Asia, África, Europa y EE. UU.

La Universidad participa en programas y foros de las Naciones Unidas, la UNESCO, el Consejo de Europa, la Organización para la Cooperación Económica y el Desarrollo, la Fundación Europea de Formación. Es miembro de la Asociación Internacional de Universidades, la Asociación Europea de Universidades, la Asociación Euroasiática de Universidades, la Asociación Europea para la Educación Internacional. Una de las áreas prioritarias de la cooperación es la cooperación con las universidades de los países de la CEI (Armenia, Azerbaiyán, Kazajistán, Kirguistán, Moldova y Ucrania). En total la URAP tiene más de 160 acuerdos de cooperación con universidades extranjeras, centros de investigación, organizaciones internacionales de educación.
- Implementación de programas y proyectos educativos internacionales.
- Labor de investigación científica conjunta (organización de conferencias científicas y seminarios).
- Intercambio de personal docente.
- Ofrecer oportunidades de prácticas y entrega de dos diplomas a los estudiantes (la URAP ya tiene y planea establecer 29 programas de doble titulación).[16]

En 2011, la Universidad Popular Amistad ocupó el primer lugar en el ranking nacional de universidades por «Actividades internacionales».

## Facultades e institutos educativos

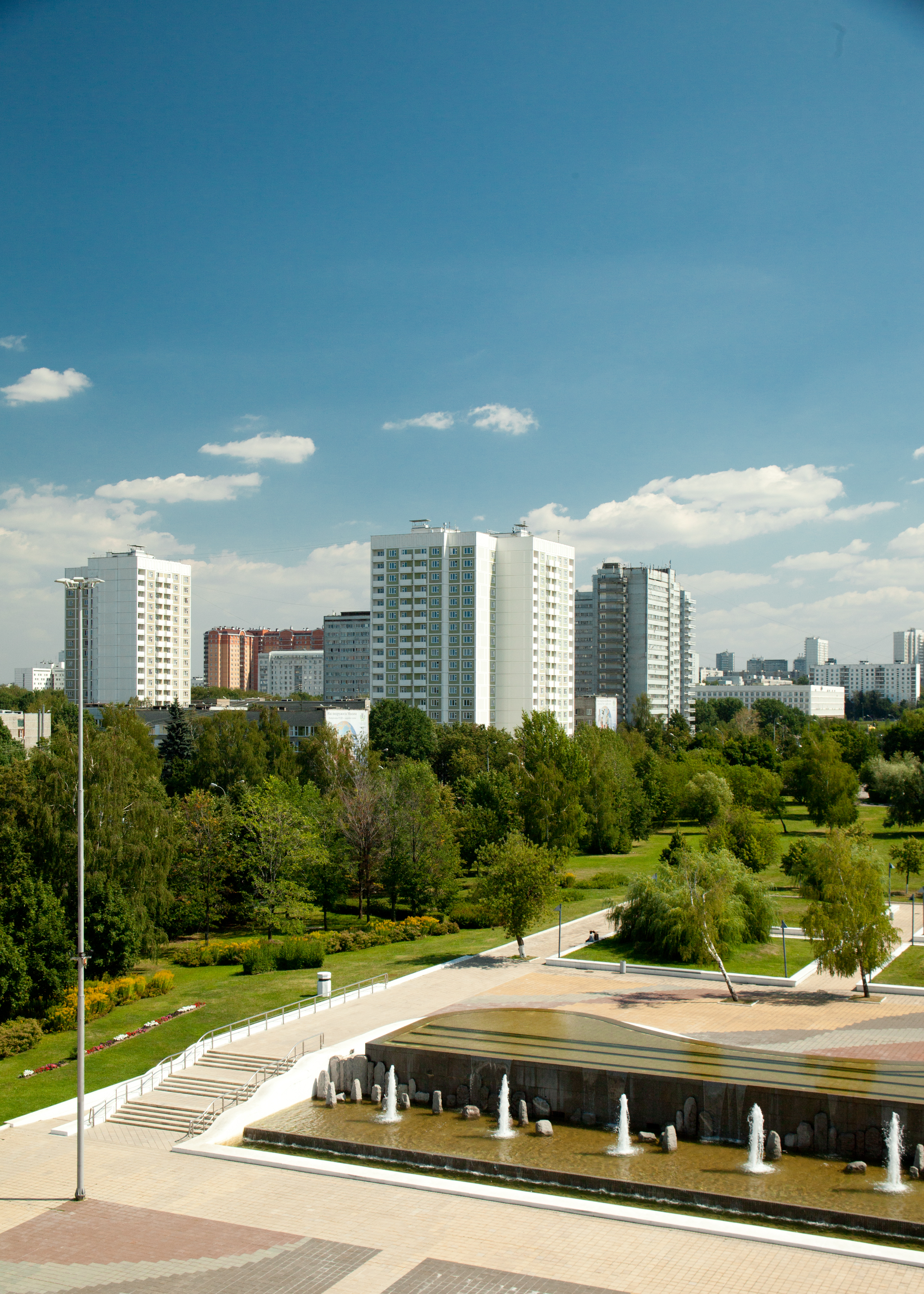
Vista del campus.

### Facultades[18]
- Facultad de Ciencias Físico-Matemáticas y Naturales
- Facultad de Medicina
- Facultad de Agricultura
- Facultad de Ecología
- Facultad de Ciencias Humanitarias y Sociales
- Facultad de Letras
- Facultad de Ingeniería
- Facultad de Economía
- Facultad de Derecho
- Facultad de la Lengua Rusa y asignaturas de formación fundamental

### Institutos[18]
- Instituto de Lenguas Extranjeras (ILE URAP)
- Instituto de Hostelería y Turismo (IHT URAP)
- Instituto de Programas Internacionales (IPI URAP)
- Instituto de Economía Mundial y Negocios (Escuela internacional de negocios) - IEMN
- Instituto Científico de Gravitación y Cosmología (ICGC)
- Instituto de Educación Profesional Continua (IEPC URAP)

### Cátedras universitarias
- Cátedras de Política Educativa Comparada
- Cátedra de Educación Física y el Deporte

## Sucursales
Las sucursales de la URAP se encuentra en las siguientes ciudades:
- Sochi, región de Krasnodar
- Yakutsk, República de Sajá (Yakutia)
- Yessentuki, región de Stávropol
- Bélgorod
- Stávropol
- Perm

## Rectores de la URAP
- 1960-1970 - Serguéi Rumiántsev (18 de julio de 1913 - 1990);
- 1970-1993 - Vladímir Stanis (1924-2003);
- 1993-1998 - Vladímir Filíppov (nacido en 1951);
- 1998-2005 - Dmitri Bilibin (nacido en 1937, rector entre 2004 y 2005, rector en funciones entre 1998 y 2004);
- 2005 - Vladímir Filíppov (reelegido en marzo del 2005)